# Cirilo de Alameda y Brea
Cirilo de Alameda y Brea OFM (ur. 9 lipca 1781 w Torrejón de Velasco, zm. 30 czerwca 1872 w Madrycie) – hiszpański franciszkanin, generał zakonu, arcybiskup Toledo, prymas Hiszpanii, kardynał.

## Życiorys
W młodym wieku wstąpił do franciszkanów. Wywierał znaczny wpływ na dwór Ferdynanda VII. Na skutek oburzenia hiszpańskich prowincji franciszkanów z powodu dwukrotnego wyboru na urząd generała Włochów, na żądanie króla Ferdynanda VIII został w 1817 mianowany przez papieża Piusa VII generałem zakonu. Urząd ten piastował do 1824. W 1831 został wybrany arcybiskupem Santiago de Cuba, w 1849 arcybiskupem Burgos, zaś w 1857 arcybiskupem Toledo i prymasem Hiszpanii. Papież Pius IX kreował go kardynałem prezbiterem 15 marca 1858. Zmarł 30 czerwca 1872, mając 91 lat.